# 德沃塞
德沃塞（法語：Devecey，法語發音：[dəvsɛ]）是法国杜省的一个市镇，位于该省西北部，属于贝桑松区。

## 地理
德沃塞（47°19'28"N, 6°0'53"E）面积3.78 平方千米，位于法国勃艮第-弗朗什-孔泰大區杜省，该省份为法国东部内陆省份，北起上索恩省，西接汝拉省，东部及东南部与瑞士接壤，东北部与贝尔福地区省接壤。
与德沃塞接壤的市镇（或旧市镇、城区）包括：奥尼翁河畔沃赖。
德沃塞的时区为UTC+01:00、UTC+02:00（夏令时）。

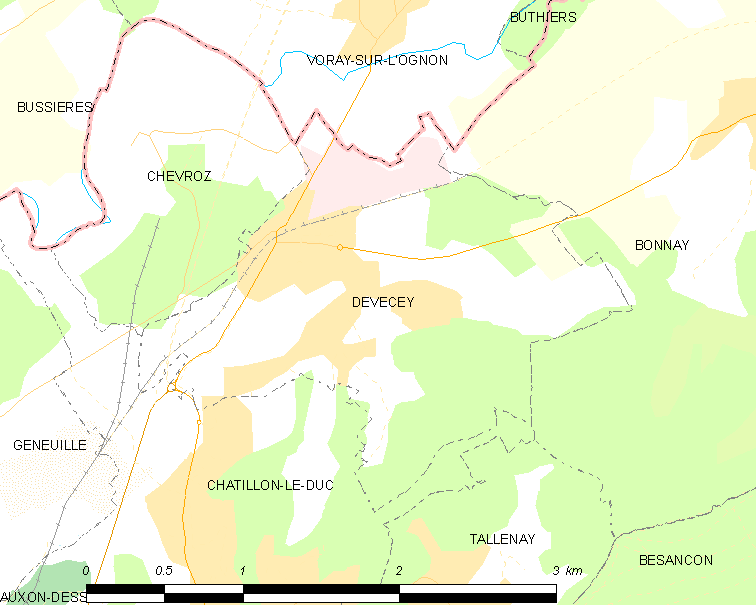
德沃塞的OSM定位图

## 行政
德沃塞的邮政编码为25870，INSEE市镇编码为25200。

## 政治
德沃塞所属的省级选区为博姆莱达姆县。

## 人口

1962-2008年间德沃塞人口变化图示

德沃塞于2022年1月1日时的人口数量为1314人。